# Flaviano Yengko

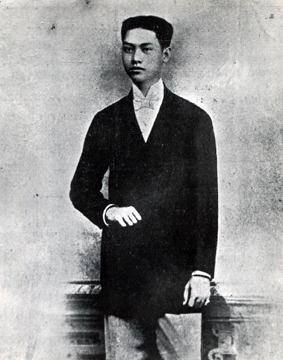
Flaviano Yengko y Abad

Flaviano Yengko y Abad (Manilla, 22 december 1874 - Imus, 3 maart 1897) was een van de jongste Filipijns generaals in de Filipijnse revolutie.

## Biografie
Flaviano Yengko werd geboren op 22 december 1870 in Tondo in de Filipijnse hoofdstad Manilla. Hij was het derde kind van zeven van Basilio Yengko en Maria Abad. Yengko behaalde een bachelor of arts-diploma aan het Colegio de San Juan de Letran en voltooide in 1894 de Escuela Normal. Nadien begon hij aan een vooropleiding rechten aan de University of Santo Tomas.
Na de uitbraak van de Filipijnse revolutie, koos Yengko er in eerste instantie voor om niet mee te vechten. Enkele maanden later besloot hij toch zich te melden bij Emilio Aguinaldo in Cavite. Naar verluidt deed hij dit indruk te maken op de vader van een meisje uit Imus. Zijn eerste gevecht was de slag om Binakayan op 9 november 1896. Hij werd benoemd tot kapitein en enige tijd later tot kolonel. Nadat hij zich in februari 1897 had onderscheiden in de slag om Zapote Bridge werd Yengco door Aguinaldo bevorderd tot brigade-generaal. Hij was daarmee na Gregorio del Pilar en Manuel Tinio de jongste Filipijns generaal in de revolutie. Niet lang daarna werd hij in zijn buik geschoten tijdens de verdediging van de plaats Salitran. 
Yengco overleed 3 dagen later op 22-jarige leeftijd in het militair ziekenhuis. 